# 許旺
许旺（1903年3月—1937年6月6日），原名许品旺，福建霞浦柏洋人，中国共产党党员，闽东苏维埃政府的早期领导人之一，历任中共闽东特委委员、中共霞鼎县委书记等职务。

## 生平
许旺出生于1903年，幼年丧父，1932年2月在马立峰的介绍下加入中国共产党。1934年1月参与霞浦暴动，因作战有方受到叶飞赏识。8月任中共霞浦上西区区委书记。马立峰、詹如柏等闽东中共主要领导人牺牲后接任中共霞鼎县委书记，1934年12月配合戴炳辉等消灭霞浦县的山樟民团，击毙团长徐奶养和阮洋大刀会头目阮建波。1935年建立闽东红军独立师第四团（简称红四团）。
1935年4月升任中共霞鼎中心县委书记，与叶飞等人率领红四团歼灭国民党陆军新十师的一个连。后成立红五团，使霞鼎苏区成为闽东核心革命基地。中共闽东特委成立后，他先后任委员、常委（与叶飞、范式人、阮英平同时在任）。
1935年冬红军失利，翌年1月霞鼎中心县委与闽东特委失联。6月5日因叛徒谢红霞告密被捕，次日被杀于柏洋村头的一棵大松树下，时年34岁。

## 纪念
1987年6月在柏洋乡建立了“许旺烈士陵园”，陵园中有许旺牺牲时身后的那棵大松树。

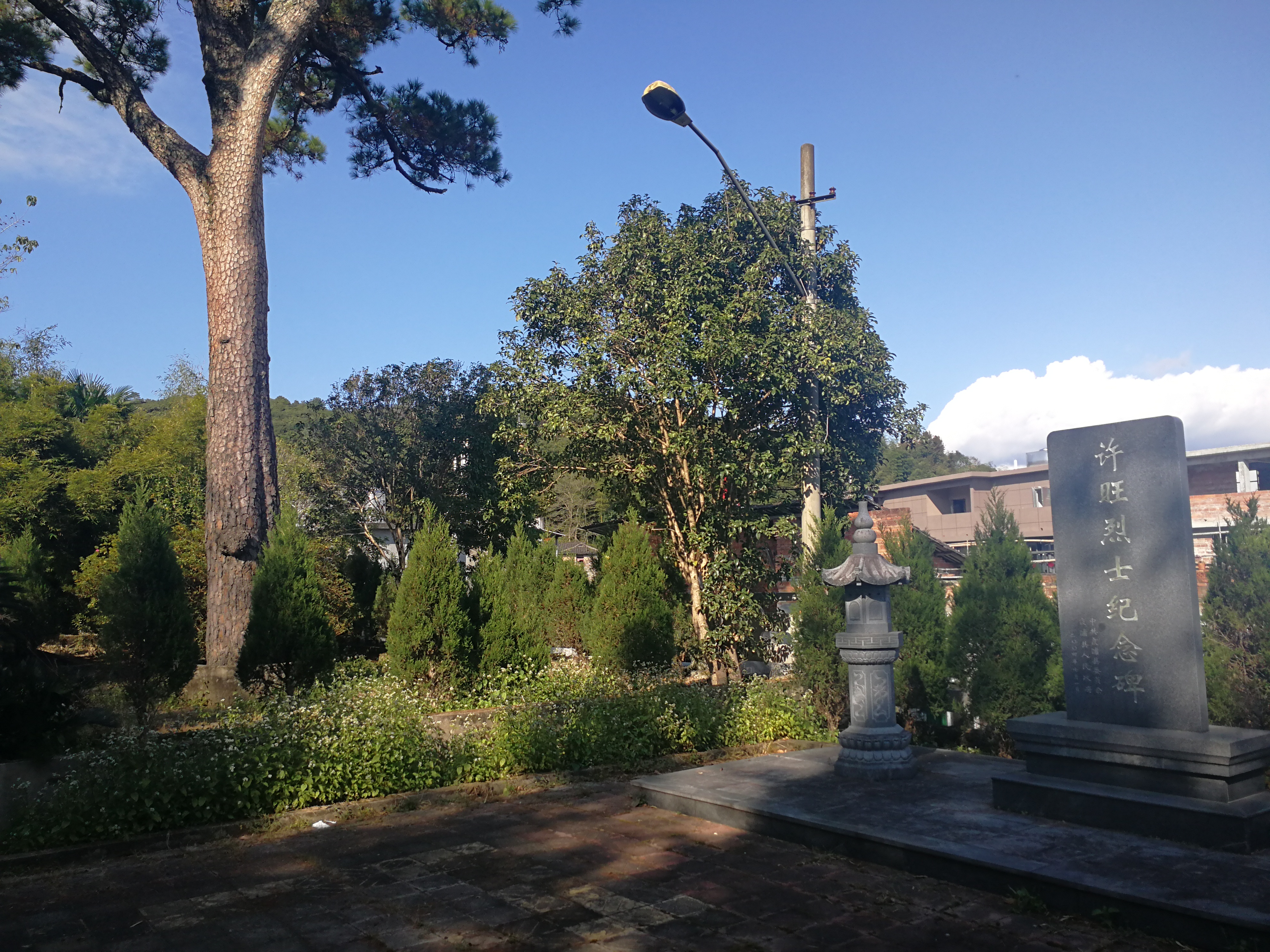
位于霞浦县柏洋乡的许旺烈士陵园